# Itatinga
Itatinga là một đô thị ở bang São Paulo của Brasil. Đô thị này nằm ở vĩ độ 23º06'06" độ vĩ nam và kinh độ 48º36'57" độ vĩ tây, trên khu vực có độ cao 845 m. Dân số năm 2004 ước tính là 16.306 người. 

## Địa lý

### Sông ngòi
- Rio Novo
- Rio Pardo
- Sông de Santo Inácio
- Sông Paranapanema

### Các xa lộ
- SP-280

## Các đô thị giáp ranh
Bắc: Botucatu
Đông: Pardinho và Bofete
Tây: Avaré
Nam: Angatuba và Paranapanema

## Thông tin nhân khẩu
Dữ liệu dân số theo điều tra dân số năm 2000
Tổng dân số: 15.446
- Dân số thành thị: 13.533
- Dân số nông thôn: 1.913
  - Nam giới: 7.912
  - Nữ giới: 7.534

Mật độ dân số (người/km²): 15,76
Tỷ lệ tử vong trẻ sơ sinh dưới 1 tuổi (trên một triệu người): 16,47
Tuổi thọ bình quân (tuổi): 70,90
Tỷ lệ sinh (số trẻ trên mỗi bà mẹ): 2,85
Tỷ lệ biết đọc biết viết: 88,57%
Chỉ số phát triển con người (HDI-M): 0,759
- Chỉ số phát triển con người - Thu nhập: 0,672
- Chỉ số phát triển con người - Tuổi thọ: 0,765
- Chỉ số phát triển con người - Giáo dục: 0,840

(Nguồn: IPEADATA)